# Przybrzeże

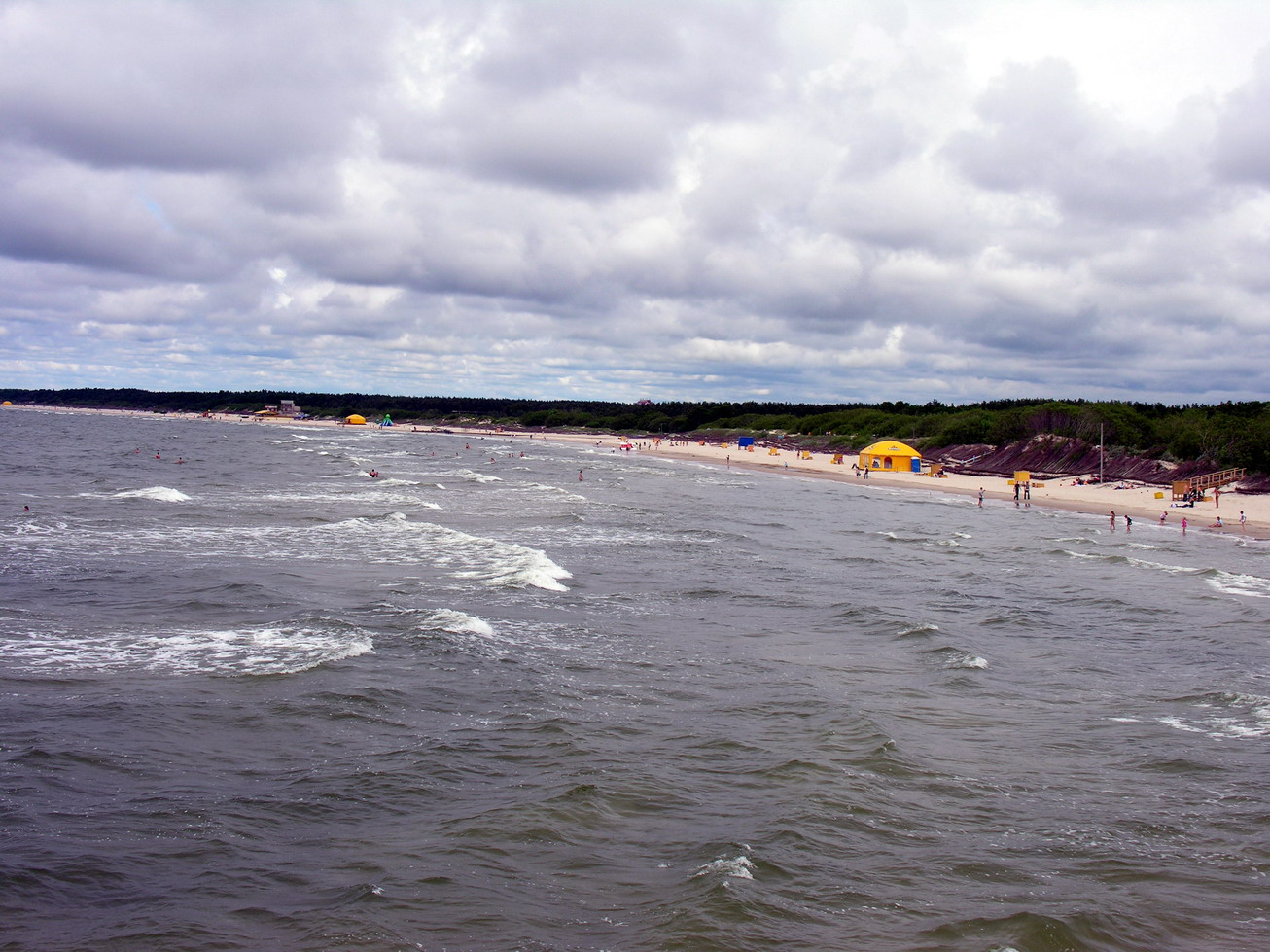
Przybrzeże Morza Bałtyckiego w pobliżu miasta Połąga (Litwa)

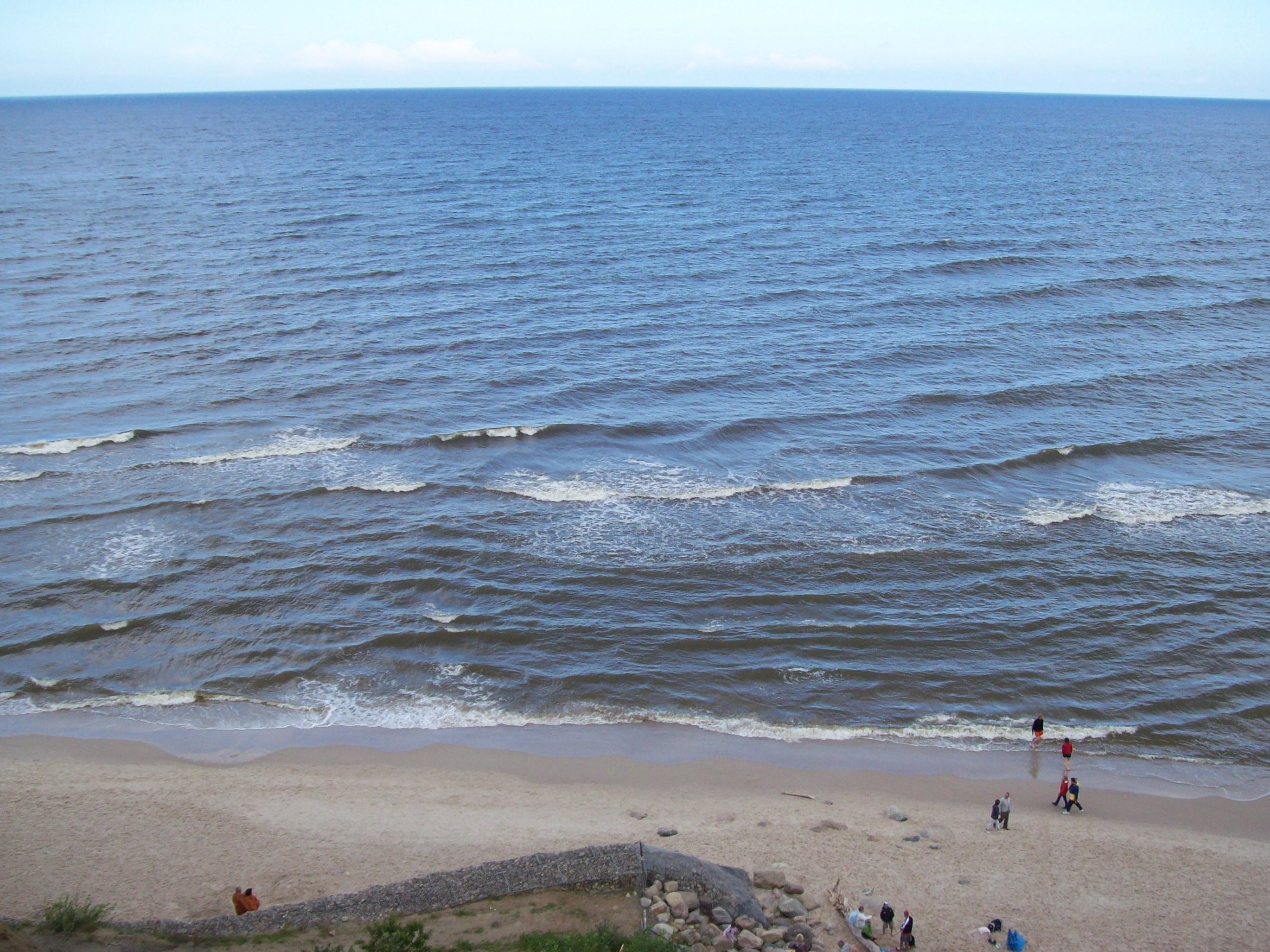
Przybrzeże Morza Bałtyckiego koło Gwiazdy Północy, Władysławowo

Przybrzeże, pas przybrzeżny – obszar płytkiego morza przylegający bezpośrednio do brzegu (plaży), na którym fale oscylacyjne przełamują się, a następnie jako fale translacyjne rozchodzą się w kierunku plaży.
Pas przybrzeżny jest nazywany niekiedy pasem wód terytorialnych.

Proces załamywania fali na płyciźnie